# ヒースコート準男爵
ヒースコート準男爵（英: Heathcote baronets）は、イギリスの準男爵位。過去に2つの準男爵が創設されており、いずれも1733年のヒースコート家に対する叙爵で、両者ともに現存する。その歴史的経緯から、式部卿を世襲したアンカスター伯爵についても触れる。

## 歴史

### （ロンドンの）ヒースコート準男爵（1733年）

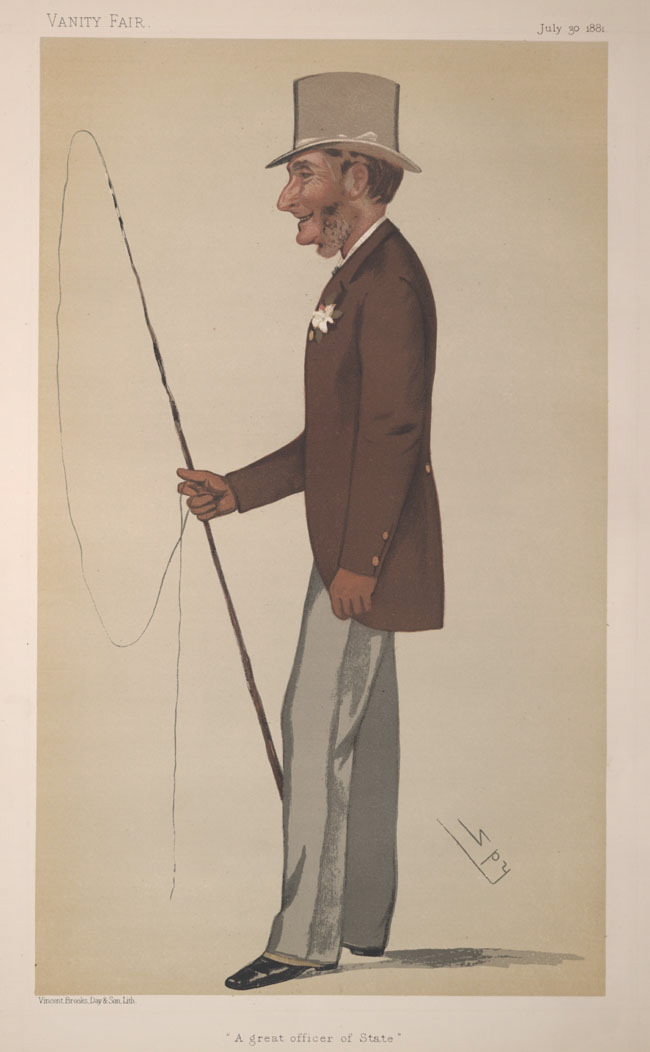
バニティ・フェア誌に掲載された初代アンカスター伯爵のカリカチュア。

アンカスター伯爵家のエスカッシャン部分。

イングランド銀行創始者にしてロンドン市長を務めたサー・ギルバート・ヒースコート（1652–1733）は1733年1月17日にグレートブリテン準男爵位の(ロンドンのヒースコート)準男爵(Heathcote Baronetcy, of London)に叙された。  この叙爵は彼の死去のわずか8日前になされたもので、初代準男爵ののちは息子ジョンが準男爵位を相続した。
2代準男爵ジョン(1689-1759)は、グランサム及びボドミン選挙区選出の庶民院議員を務めた。
その曾孫にあたる5代準男爵ギルバート(1795-1867）はリンカンシャー州統監を務めたホイッグ党の政治家で、1856年2月26日に連合王国貴族爵位のリンカーン州アヴェランドのアヴェランド男爵(Baron Aveland, of Aveland in the County of Lincoln)に叙された。
2代男爵ギルバート(1830-1910)は1888年に母クレメンティナから古いイングランド貴族爵位のウィロビー・ド・アーズビー男爵(Baron Willoughby de Eresby)を相続した。また彼は襲爵に先立つ1872年に勅許を得て、母方の姓である「ウィロビー=ドラモンド」を加えている。 彼はさらに1892年8月22日に連合王国貴族としてアンカスター伯爵(Earl of Ancaster)に陛爵した。
爵位名はかつての名跡アンカスター＝ケスティーヴン公爵に因む。同爵位は初代伯爵の高祖母プリシラが同家の出身だったこともあって、再興の意味合いもあった。
また、同公爵家は式部卿職を世襲した名門オックスフォード伯爵ド・ヴィアー家の末裔であり、したがってその子孫たるアンカスター伯爵家も同職を世襲する継承権を有していたため、歴代の伯爵家当主はすべて式部卿を務めた。
初代伯の孫にあたる3代伯ギルバート(1907–1983)は襲爵直前の1951年1月に、繰上勅書によって父の持つウィロビー・ド・アーズビー男爵を継承して貴族院議員の議席を得た。彼も父祖同様に式部卿に就任して1952年にジョージ6世が崩御するまで同職を務めた。
3代伯ギルバートには一人息子のティモシー(1936-1963)がいたが、コルシカ島で遊泳中に行方不明となり、結果的に爵位を継承する男子を欠いたため、3代伯の死をもってアンカスター伯爵とアヴェランド男爵位は廃絶した。
他方、女系継承を認めるウィロビー・ド・アーズビー男爵は彼の娘ナンシー(1934-)が相続するとともに、ヒースコート準男爵は3代準男爵の系統にまで遡って、その三男の子孫たるギルバート(1913-2014)が継承した。
その子である15代準男爵マーク(1941-)がヒースコート準男爵家現当主である。

### （ハースリーの）ヒースコート準男爵（1733年）
サー・ウィリアム・ヒースコート(1693-1751)は、1733年8月16日にグレートブリテン準男爵位の(サウサンプトン州ハースリーのヒースコート)準男爵(Heathcote Baronetcy, of Hursley in the County of Southampton)に叙された。 彼は上述のギルバート・ヒースコートの弟の次男にあたっており、ロンドンのヒースコート準男爵家と同年の叙爵である。

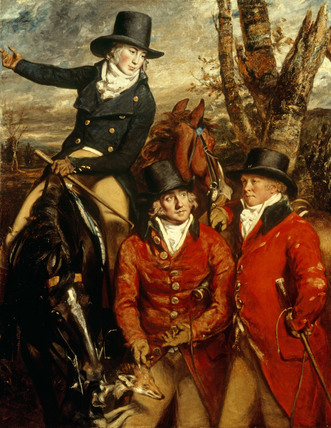
ハースリーのヒースコート準男爵家の面々が狩りに興じるさまを描いた絵画。

この準男爵位は現存し、第12代準男爵ティモシー(1957-)が現当主である。 
なお、初代準男爵がエリザベス・パーカー(初代マクルズフィールド伯爵トマス・パーカーの娘)と結婚してパーカー家と縁戚関係となった際に、マクルズフィールド伯爵にはエリザベスの男系子孫にも相続を許す特別継承権が付与されていたことから、歴代の準男爵家当主は伯爵位の潜在的な継承権者となっている。

## （ロンドンの）ヒースコート準男爵（1733年）

### （ロンドンの）ヒースコート準男爵（1733年）
- 初代準男爵サー・ギルバート・ヒースコート（英語版）（1652–1733）
- 第2代準男爵サー・ジョン・ヒースコート（英語版） （1689–1759）
- 第3代準男爵サー・ギルバート・ヒースコート（英語版） （?-1785）
- 第4代準男爵サー・ギルバート・ヒースコート（英語版） （1773-1851）
- 第5代準男爵サー・ギルバート・ジョン・ヒースコート（英語版）(1795-1867）（1856年にアヴェランド男爵叙爵）

### アヴェランド男爵（1856年）
- 初代アヴェランド男爵ギルバート・ジョン・ヒースコート（英語版） （1795–1867）
- 第2代アヴェランド男爵ギルバート・ヘンリー・ヒースコート＝ドラモンド＝ウィロビー（英語版）（1830-1910）（1892年にアンカスター伯爵創設）

### アンカスター伯爵（1892年）
- 初代アンカスター伯爵ギルバート・ヘンリー・ヒースコート＝ドラモンド＝ウィロビー（英語版）（1830–1910）
- 第2代アンカスター伯爵ギルバート・ヒースコート＝ドラモンド＝ウィロビー（英語版）（1867–1951）
- 第3代アンカスター伯爵ギルバート・ジェームズ・ヒースコート＝ドラモンド＝ウィロビー（英語版）（1907–1983）
  - ウィロビー・ド・アーズビー男爵ティモシー・ギルバート・ヒースコート＝ドラモンド＝ウィロビー（1936–1963）

### （ロンドンの）ヒースコート準男爵（復活:1733年）
- 第9代準男爵サー・ギルバート・サイモン・ヒースコート（1913–2014）
- 第10代準男爵サー・マーク・サイモン・ロバート・ヒースコート（1941-）

法定推定相続人は、現当主の長男であるアリスター・ロバート・ヒースコート（1977-）。

## （ハースリーの）ヒースコート準男爵（1733年）
- 初代準男爵サー・ウィリアム・ヒースコート（英語版）（1693-1751）
- 第2代準男爵サー・トマス・ヒースコート（1721–1787）
- 第3代準男爵サー・ウィリアム・ヒースコート （1746–1819）
- 第4代準男爵サー・トマス・フリーマン・ヒースコート(1769–1825）
- 第5代準男爵サー・ウィリアム・ヒースコート（英語版）(1801- 1881）
- 第6代準男爵サー・ウィリアム・パーシーバル・ヒースコート（1826–1903）
- 第7代準男爵サー・ウィリアム・アーサー・ヒースコート（1853-1924）
- 第8代準男爵サー・ギルバート・レッドバーズ・ヒースコート（1854-1937）
- 第9代準男爵サー・フランシス・クック・コールフィールド・ヒースコート（英語版）（1868–1961）
- 第10代準男爵サー・レオナルド・ヴィヴィアン・ヒースコート（1885–1963）
- 第11代準男爵サー・マイケル・ペリーマン・ヒースコート（1927–2007）
- 第12代準男爵サー・ティモシー・ギルバート・ヒースコート（1957-）

### 註釈
1. ↑  準男爵位は爵位と異なり、準男爵という肩書だけ与えられる（「○○準男爵」といった形では与えられない）。他の準男爵位と区別する必要がある場合にのみ姓名を付けたり、由来する地名を付けたりして区別する
2. ↑  プリシラの兄ロバートが若くして猩紅熱で死去した際、後継者を欠いたアンカスター＝ケスティーヴン公爵は廃絶していた。
3. ↑  オックスフォード伯爵の末裔たる第4代アンカスター＝ケスティーヴン公爵ロバート・バーティが男子なく死去して以降、彼の2人の妹(プリシラとジョージアナ)の家系が、国王の代替わりごとに式部卿職を務めることとなった。
現在は、妹の子孫にあたるチャムリー侯爵がその職を執っている。